# Lista över filmer baserade på DC Comics
Det här är en lista över filmer baserade på DC Comics. Här listas samtliga filmatiseringar av det amerikanska serieförlaget DC Comics (inklusive Vertigo) serier. Alla spelfilmsinspelningar, inklusive TV-produktioner och kortfilmer, är inkluderade – dock ej animerade filmer och TV-serier.
Under 1940-talet rönte DC Comics framgångar med så kallade bio-serial, filmserier som visades på biograferna. Under 1950-talet flera TV-produktioner med Stålmannen och figurerna runt honom, något som ändrades under 1960-talet då Batman blev förlagets stora framgång. Under 1970-talet släpptes ett flertal produktioner med flera av förlagets hjältar, och 1978 kom den första verkligt påkostade produktionen – Superman med Christopher Reeve i huvudrollen. Flera uppföljare kom under 1980-talet, och 1989 kom filmen Batman som göt nytt liv i superhjältefilmatiseringarna och fick flera uppföljare under det följande decenniet, då även en handfull uppmärksammade TV-serier började produceras. I och med konkurrenten Marvel Comics framgångar under 2000-talets första år, har på senare år även DC Comics rönt framgångar.
Den enda produktionen innan Superman 1978 som har blivit allmänt känd i Sverige torde vara Läderlappen-serien från 1960-talet.

## Bioföljetonger (1941–1952)
- Adventures of Captain Marvel (1941)[1]
- Spy Smasher (1942)[2]
- The Batman (1943)[3]
- Hop Harrigan (1946)[4]
- The Vigilante (1947)[5]
- Congo Bill (1948)[6]
- Stålmannen och spindelligan (Superman, 1948)[7]
- Batman and Robin (1949)[8]
- Atom Man vs. Superman (1950)[9]
- Blackhawk: Fearless Champion of Freedom (1952)[10]

## Långfilmer
- Superman and the Mole Men (1951)[11]
- Batman (1966)[12][13]
- Doc Savage The Man of Bronze (1975)[14]
- Superman – The Movie (Superman, 1978)[15]
- Superman II – Äventyret fortsätter (Superman II, 1980)[16]
- Träskmannen (Swamp Thing, 1982)[17]
- Stålmannen går på en krypto-nit (Superman III, 1983)[18]
- Supergirl (1984)[19]
- Stålmannen i kamp för freden (Superman IV: The Quest for Peace, 1987)[20]
- The Return of Swamp Thing (1989)[21]
- Batman (1989)[22]
- Batman – Återkomsten (Batman Returns, 1992)[23]
- Batman Forever (1995)[24]
- Steel (1997)[25]
- Batman & Robin (1997)[26]
- Road to Perdition (2002)[27]
- The League (The League of Extraordinary Gentlemen, 2003)[28]
- Catwoman (2004)[29]
- A History of Violence (2005)[30]
- Constantine (2005)[31]
- Batman Begins (2005)[32]
- V för Vendetta (V for Vendetta, 2006)[33]
- Superman Returns (2006)[34]
- The Spirit (2008)[35]
- The Dark Knight (2008)[36]
- Watchmen (2009)[37]
- Jonah Hex (2010)[38]
- RED (2010)[39]
- The Losers (2010)[40]
- The Green Lantern (2011)[41]
- The Dark Knight Rises (2012)[42]
- Man of Steel (2013)[43]
- RED 2 (2013)[44]
- Batman v Superman: Dawn of Justice (2016)[45][46][47]
- Suicide Squad (2016)[48]
- Wonder Woman (2017)[49]
- Justice League (2017)[50][51]
- Aquaman (2018)[52]
- Shazam! (2019)[53]
- Joker (2019)[54]
- Birds of Prey (2020)[55]
- Wonder Woman 1984 (2020)[56]
- The Suicide Squad (2021)[57]
- The Batman (2022)[58]
- Black Adam (2022)[59]
- Shazam! Fury of the Gods (2023)[60]
- The Flash (2023)[61]
- Blue Beetle (2023)[62]
- Aquaman and the Lost Kingdom (2023)[63]

## Kortfilmer
- Stamp Day for Superman (1954)[64]

## TV-serier
- Adventures of Superman (1952–1958)[65]
- Läderlappen (Batman, 1966–1968)[66]
- Shazam! (1974–1977)[67]
- Isis (1975–1976)[68]
- The New Original Wonder Woman (1975, pilot)[69]
- Wonder Woman (1976–1979)[70]
- Legends of the Superheroes (1979, miniserie)[71]
- Superboy (1988–1992)[72]
- Swamp Thing: The Series (1990–1993)[73]
- The Flash (1990–1991)[74]
- Human Target (1992)[75]
- Lois & Clark (Lois & Clark: The New Adventures of Superman, 1993–1997)[76]
- Smallville (2001–2011)[77]
- Gothams änglar (Birds of Prey, 2002–2003)[78]
- Human Target (2010–2011)[79]
- Arrow (2012–2020)[80]
- The Flash (2014– )[81][82]
- Gotham (2014–2019)[83][84][85]
- Constantine (2014–2015)[86][87]
- iZombie (2015–2019)[88][89][90]
- Supergirl (2015–2021)[91][92][93]
- Legends of Tomorrow (2016–2022)[94][95]
- Lucifer (2016–2021)[96][97][98]
- Preacher (2016–2019)[99][100][101]
- Powerless (2017)[102]
- Black Lightning (2018–2021)[103]
- Krypton (2018–2019)[104][105]
- Titans (2018–2023)[106][107][108][109]
- Doom Patrol (2019–2023)[110]
- Batwoman (2019–2022)[111]
- Stargirl (2020– )[112]
- Superman & Lois (2021– )[113]
- Peacemaker (2022– )[114]
- The Sandman (2022– )[115][116][117]

## TV-filmer
- Batgirl (1967)[118]
- Wonder Woman (1974)[119]
- Superman (1975)[120]
- The Spirit (1987)[121]
- Blixten 2: Tricksters hämnd (The Flash II - The Revenge of the Trickster, 1991)
- Flash III: Deadly Nightshade (1992)[122]
- Justice League of America (1997)[123]
- Return to the Batcave: The Misadventures of Adam and Burt (2003)[124]

## Stoppade
Produktioner som färdigställts men stoppats efter pilotstadiet eller före officiell utgivning.
- The Adventures of Superpup (1958, TV-film)
- Adventures of Superboy (1961, TV-film)
- Wonder Woman - Who's Afraid of Diana Prince? (1967, pilot)[125][126]
- Aquaman (2006, pilot)[127]
- Wonder Woman (2011, pilot)[128]

## Kommande

### Filmer
- Joker: Folie à Deux.[129] Långfilm under förproduktion. Premiär preliminärt angiven till 2024.
- Green Lantern Corps.[130] Långfilm under förproduktion. Premiärdatum ej fastslaget.

### TV-serier
- The Penguin.[131] Premiär preliminärt angiven till 2024.

### Aviserade
- Hourman. TV-serie.[132]
- Metal Men. Långfilm.[133]